# Postemporada de la Major League Soccer 2012
La postemporada de la Major League Soccer 2012 denominada 2012 MLS Cup Playoffs fue la decimoséptima postemporada de playoff del torneo de la temporada de la Major League Soccer. Empezó el 31 de octubre y concluyó en la final de la MLS Cup 2012 el 1 de diciembre. Los finalistas de la MLS Cup 2012 clasifican directamente a la Concacaf Liga Campeones 2013-14.

## Formato
La Postemporada ya no usará la fase preliminar (Wild Card) y la posibilidad de  "cross-overs" (los equipos de cada conferencia deberán jugar en Primera Ronda). Los 5 equipos de cada conferencia clasificarán a la Postemporada.
Los equipos que finalicen en el 4º al 5º lugar de cada conferencia se jugará un partido en primera ronda, el ganador accede a las Semifinales de Conferencia para enfrentar contra un equipo que termine 1º en su respectiva conferencia.
En las Finales de conferencias cada llave jugará 2 partidos (ida y vuelta).
La final de la Copa MLS se desarrolló el 1 de diciembre.  La sede de la MLS Cup se jugará en el estadio del equipo que haya terminado con la mayor cantidad de puntos en la temporada regular.

## Clasificación

### Conferencia Este
| Pos. | Equipos                | PJ | G  | E  | P  | GF | GC | Dif. | Pts. |
| ---- | ---------------------- | -- | -- | -- | -- | -- | -- | ---- | ---- |
| 1    | Sporting Kansas City   | 34 | 18 | 9  | 7  | 42 | 27 | +15  | 63   |
| 2    | D.C. United            | 34 | 17 | 7  | 10 | 53 | 43 | +10  | 58   |
| 3    | New York Red Bulls     | 34 | 16 | 9  | 9  | 57 | 46 | +11  | 57   |
| 4    | Chicago Fire           | 34 | 17 | 6  | 11 | 46 | 41 | +5   | 57   |
| 5    | Houston Dynamo         | 34 | 14 | 11 | 9  | 48 | 41 | +7   | 53   |
| 6    | Columbus Crew          | 34 | 15 | 7  | 12 | 44 | 44 | 0    | 52   |
| 7    | Montreal Impact        | 34 | 12 | 6  | 16 | 45 | 51 | -6   | 42   |
| 8    | Philadelphia Union     | 34 | 10 | 6  | 18 | 37 | 45 | -8   | 36   |
| 9    | New England Revolution | 34 | 9  | 8  | 17 | 39 | 44 | -5   | 35   |
| 10   | Toronto FC             | 34 | 5  | 8  | 21 | 36 | 62 | -26  | 23   |

     Clasifica a los playoffs 2012.

     Clasifica a los playoffs 2012 (Primera ronda).

### Conferencia Oeste
| Pos. | Equipos              | PJ | G  | E  | P  | GF | GC | Dif. | Pts. |
| ---- | -------------------- | -- | -- | -- | -- | -- | -- | ---- | ---- |
| 1    | San Jose Earthquakes | 34 | 19 | 9  | 6  | 72 | 43 | +29  | 66   |
| 2    | Real Salt Lake       | 34 | 17 | 6  | 11 | 46 | 35 | +11  | 57   |
| 3    | Seattle Sounders FC  | 34 | 15 | 11 | 8  | 51 | 33 | +18  | 56   |
| 4    | Los Angeles Galaxy   | 34 | 16 | 6  | 12 | 59 | 47 | +12  | 54   |
| 5    | Vancouver Whitecaps  | 34 | 11 | 10 | 13 | 35 | 41 | -6   | 43   |
| 6    | FC Dallas            | 34 | 9  | 12 | 13 | 42 | 47 | -5   | 39   |
| 7    | Colorado Rapids      | 34 | 11 | 4  | 19 | 44 | 50 | -6   | 37   |
| 8    | Portland Timbers     | 34 | 8  | 10 | 16 | 34 | 56 | -22  | 34   |
| 9    | Chivas USA           | 34 | 7  | 9  | 18 | 24 | 58 | -34  | 30   |

     Clasifica a los playoffs 2012.

     Clasifica a los playoffs 2012 (Primera ronda).

## Postemporada
|  | Primera ronda |                |   |  |
|  |               |                |   |  |
|  | E4            | Chicago Fire   | 1 |  |
|  | E4            | Chicago Fire   | 1 |  |
|  | E5            | Houston Dynamo | 2 |  |
|  | E5            | Houston Dynamo | 2 |  |

|  | Primera ronda |                     |   |  |
|  |               |                     |   |  |
|  | O4            | Los Angeles Galaxy  | 2 |  |
|  | O4            | Los Angeles Galaxy  | 2 |  |
|  | O5            | Vancouver Whitecaps | 1 |  |
|  | O5            | Vancouver Whitecaps | 1 |  |

|  | Semifinales de conferencia | Semifinales de conferencia | Semifinales de conferencia | Semifinales de conferencia |   |    | Finales de conferencia | Finales de conferencia | Finales de conferencia | Finales de conferencia |  |    | MLS Cup        | MLS Cup | MLS Cup |  |
|  |                            |                            |                            |                            |   |    |                        |                        |                        |                        |  |    |                |         |         |  |
|  |                            |                            |                            |                            |   |    |                        |                        |                        |                        |  |    |                |         |         |  |
|  | E1                         | Sporting Kansas City       | 0                          | 1                          |   |    |                        |                        |                        |                        |  |    |                |         |         |  |
|  | E1                         | Sporting Kansas City       | 0                          | 1                          |   |    |                        |                        |                        |                        |  |    |                |         |         |  |
|  | E5                         | Houston Dynamo             | 2                          | 0                          |   |    |                        |                        |                        |                        |  |    |                |         |         |  |
|  | E5                         | Houston Dynamo             | 2                          | 0                          |   | E5 | Houston Dynamo         | 3                      | 1                      |                        |  |    |                |         |         |  |
|  | Conferencia Este           |                            |                            |                            |   | E5 | Houston Dynamo         | 3                      | 1                      |                        |  |    |                |         |         |  |
|  |                            |                            | E2                         | D.C. United                | 1 | 1  |                        |                        |                        |                        |  |    |                |         |         |  |
|  | E2                         | D.C. United                | E2                         | D.C. United                | 1 | 1  | 1                      | 1                      |                        |                        |  |    |                |         |         |  |
|  | E2                         | D.C. United                |                            |                            |   |    |                        |                        |                        |                        |  |    |                |         |         |  |
|  | E3                         | New York Red Bulls         | 1                          | 0                          |   |    |                        |                        |                        |                        |  |    |                |         |         |  |
|  | E3                         | New York Red Bulls         | 1                          | 0                          |   |    |                        |                        |                        |                        |  | E5 | Houston Dynamo | 1       |         |  |
|  |                            |                            |                            |                            |   |    |                        |                        |                        |                        |  | E5 | Houston Dynamo | 1       |         |  |
|  |                            |                            | O4                         | Los Angeles Galaxy         | 3 |    |                        |                        |                        |                        |  |    |                |         |         |  |
|  | O1                         | San Jose Earthquakes       | O4                         | Los Angeles Galaxy         | 3 | 1  | 1                      |                        |                        |                        |  |    |                |         |         |  |
|  | O1                         | San Jose Earthquakes       |                            |                            |   |    |                        |                        |                        |                        |  |    |                |         |         |  |
|  | O4                         | Los Angeles Galaxy         | 0                          | 3                          |   |    |                        |                        |                        |                        |  |    |                |         |         |  |
|  | O4                         | Los Angeles Galaxy         | 0                          | 3                          |   | E4 | Los Angeles Galaxy     | 3                      | 1                      |                        |  |    |                |         |         |  |
|  | Conferencia Oeste          |                            |                            |                            |   | E4 | Los Angeles Galaxy     | 3                      | 1                      |                        |  |    |                |         |         |  |
|  |                            |                            | O3                         | Seattle Sounders FC        | 0 | 2  |                        |                        |                        |                        |  |    |                |         |         |  |
|  | O2                         | Real Salt Lake             | O3                         | Seattle Sounders FC        | 0 | 2  | 0                      | 0                      |                        |                        |  |    |                |         |         |  |
|  | O2                         | Real Salt Lake             |                            |                            |   |    |                        |                        |                        |                        |  |    |                |         |         |  |
|  | O3                         | Seattle Sounders FC        | 0                          | 1                          |   |    |                        |                        |                        |                        |  |    |                |         |         |  |
|  | O3                         | Seattle Sounders FC        | 0                          | 1                          |   |    |                        |                        |                        |                        |  |    |                |         |         |  |
|  |                            |                            |                            |                            |   |    |                        |                        |                        |                        |  |    |                |         |         |  |

## Partidos

### Ronda preliminar (Primera Ronda)
Primera Ronda 1
| 31 de octubre de 2012 | Chicago Fire | 1:2 (0:1) | Houston Dynamo | Toyota Park, Bridgeview, Illinois                            |                                                              |
|                       | Alex 83'     | Reporte   | Bruin 12' 46'  | Asistencia: 10.923 espectadores Árbitro(s): Baldomero Toledo | Asistencia: 10.923 espectadores Árbitro(s): Baldomero Toledo |

Primera Ronda 2
| 1 de noviembre de 2012 | Los Angeles Galaxy             | 2:1 (0:1) | Vancouver Whitecaps | The Home Depot Center, Carson, California                   |                                                             |
|                        | Magee 69' · Donovan 73' (pen.) | Reporte   | Mattocks 3'         | Asistencia: 14.703 espectadores Árbitro(s): Silviu Petrescu | Asistencia: 14.703 espectadores Árbitro(s): Silviu Petrescu |

### Seminales de conferencia
Conferencia Este
| 4 de noviembre de 2012 | Houston Dynamo         | 2:0 (1:0) | Sporting Kansas City | BBVA Compass Stadium, Houston, Texas                        |                                                             |
|                        | Moffat 18' · Bruin 75' | Reporte   |                      | Asistencia: 20.689 espectadores Árbitro(s): Edvin Jurisevic | Asistencia: 20.689 espectadores Árbitro(s): Edvin Jurisevic |

| 7 de noviembre de 2012 | Sporting Kansas City | 1:0 (0:0) | Houston Dynamo | Livestrong Sporting Park, Kansas City, Kansas             |                                                           |
|                        | Sinovic 64'          | Reporte   |                | Asistencia: 20.894 espectadores Árbitro(s): Allen Chapman | Asistencia: 20.894 espectadores Árbitro(s): Allen Chapman |

| 3 de noviembre de 2012 | D.C. United       | 1:1 (0:0) | New York Red Bulls | Robert F. Kennedy Memorial Stadium, Washington D. C.     |                                                          |
| | Miller 61' (a.g.) | Reporte   | Hamid 65' (a.g.)   | Asistencia: 17.556 espectadores Árbitro(s): Jair Marrufo | Asistencia: 17.556 espectadores Árbitro(s): Jair Marrufo |
| El partido de ida se iba jugarse en esa fecha en el Red Bull Arena pero por los destrozos provocados por el Huracán Sandy, la MLS decidió jugarse el partido de ida en el Robert F. Kennedy Memorial Stadium en la misma fecha y el partido de vuelta en el Red Bull Arena. |                   |           |                    |                                                          |                                                          |

| 8 de noviembre de 2012 | New York Red Bulls | 0:1 (0:0) | D.C. United | Red Bull Arena, Chester, Nueva Jersey                   |                                                         |
|                        |                    | Reporte   | DeLeon 88'  | Asistencia: 14.035 espectadores Árbitro(s): Mark Geiger | Asistencia: 14.035 espectadores Árbitro(s): Mark Geiger |

Conferencia Oeste
| 4 de noviembre de 2012 | Los Angeles Galaxy | 0:1 (0:0) | San Jose Earthquakes | The Home Depot Center, Carson, California                   |                                                             |
|                        |                    | Reporte   | Bernárdez 94'        | Asistencia: 27.000 espectadores Árbitro(s): Ricardo Salazar | Asistencia: 27.000 espectadores Árbitro(s): Ricardo Salazar |

| 7 de noviembre de 2012 | San Jose Earthquakes | 1:3 (0:3) | Los Angeles Galaxy         | Buck Shaw Stadium, Santa Clara                          |                                                         |
|                        | Gordon 82'           | Reporte   | Keane 21', 34' · Magee 39' | Asistencia: 10.744 espectadores Árbitro(s): Kevin Stott | Asistencia: 10.744 espectadores Árbitro(s): Kevin Stott |

| 2 de noviembre de 2012 | Seattle Sounders FC | 0:0     | Real Salt Lake | CenturyLink Field, Seattle, Washington                      |                                                             |
|                        |                     | Reporte |                | Asistencia: 34.941 espectadores Árbitro(s): Hilario Grajeda | Asistencia: 34.941 espectadores Árbitro(s): Hilario Grajeda |

| 8 de noviembre de 2012 | Real Salt Lake | 0:1 (0:0) | Seattle Sounders FC | Rio Tinto Stadium, Sandy, Utah                          |                                                         |
|                        |                | Reporte   | Martínez 81'        | Asistencia: 19.657 espectadores Árbitro(s): Chris Penso | Asistencia: 19.657 espectadores Árbitro(s): Chris Penso |

### Finales de conferencia
Conferencia Este
| 11 de noviembre de 2012 | Houston Dynamo                          | 3:1 (0:1) | D.C. United | BBVA Compass Stadium, Houston, Texas                        |                                                             |
|                         | Hainault 51' · Bruin 68' · Sarkodie 81' | Reporte   | DeLeon 27'  | Asistencia: 22.101 espectadores Árbitro(s): Ricardo Salazar | Asistencia: 22.101 espectadores Árbitro(s): Ricardo Salazar |

| 18 de noviembre de 2012 | D.C. United  | 1:1 (0:1) | Houston Dynamo | Robert F. Kennedy Memorial Stadium, Washington D. C.         |                                                              |
|                         | Bošković 83' | Reporte   | García 34'     | Asistencia: 20.015 espectadores Árbitro(s): Baldomero Toledo | Asistencia: 20.015 espectadores Árbitro(s): Baldomero Toledo |

Conferencia Oeste
| 11 de noviembre de 2012 | Los Angeles Galaxy        | 3:0 (1:0) | Seattle Sounders FC | The Home Depot Center, Carson, California                |                                                          |
|                         | Keane 46' 67' · Magee 64' | Reporte   |                     | Asistencia: 27.000 espectadores Árbitro(s): Jair Marrufo | Asistencia: 27.000 espectadores Árbitro(s): Jair Marrufo |

| 18 de noviembre de 2012 | Seattle Sounders FC          | 2:1 (1:0) | Los Angeles Galaxy | CenturyLink Field, Seattle, Washington |                                 |
|                         | Johnson 46' · Zach Scott 57' | Reporte   | Keane 68' (pen.)   | Asistencia: 44.575 espectadores        | Asistencia: 44.575 espectadores |

### MLS Cup 2012
| 1 de diciembre de 2012 | Los Angeles Galaxy                                     | 3:1 (0:1) | Houston Dynamo | The Home Depot Center, Carson, California                   |                                                             |
|                        | Gonzalez 60' · Donovan 65' (pen.) · Keane 95+3' (pen.) | Reporte   | Carr 44'       | Asistencia: 30.510 espectadores Árbitro(s): Silviu Petrescu | Asistencia: 30.510 espectadores Árbitro(s): Silviu Petrescu |

## El primer club canadiense en la Postemporada de la MLS
El día 21 de octubre de 2012, Vancouver Whitecaps se convirtió el primer club canadiense en clasificar a la Postemporada de la Major League Soccer. El equipo canadiense cayo 1-0 ante Portland Timbers como local pero en el otro partido entre Seattle Sounders FC y FC Dallas, ganó el equipo de Seattle por 3-1 y que significó la clasificación del Vancouver Whitecaps a los playoffs.